# Головащенко Роман Олександрович
Головащенко Роман Олександрович (16 жовтня 1987 р., м. Немирів) — український професійний боксер. Інтернаціональний (2009—2010) та інтерконтинентальний чемпіон (2017—2018) за версією IBO, чемпіон світу за версією GBC (2009—2010), чемпіон Європи за версією IBF (2016).

## Біографія
Народився 16 жовтня 1987 року у місті Немирів у родині вчителів, де батько — майстер спорту СРСР міжнародного класу з велоспорту, а мама — майстер спорту СРСР з легкої атлетики (семиборство).
Спортом почав займатися з 5 років. 1994 року пішов до першого класу Немирівської середньої школи № 2 і 2002 закінчив 9 класів з відзнакою. Під час навчання в школі став чемпіоном області, а у 2000 році — чемпіоном України. Так само виконав норматив КМС і був зарахований до збірної команди України (2001 р.)
2002 року продовжив навчання в обласному ліцеї-інтернаті для обдарованих дітей. За період навчання ставав неодноразовим чемпіоном України, переможцем багатьох міжнародних турнірів в Україні і за кордоном.
У квітні 2004 року на міжнародному турнірі на призи льотчика-космонавта Поповича виконав норматив майстра спорту України. У цьому ж році, після закінчення школи вступив до Вінницького торговельно-економічний університет.
У вересні 2004 року був учасником 4-ї першості Європи серед юнаків, у м Саратові, де посів 5 місце.
Через 2 роки став учасником першості світу серед молоді в Марокко (Африка), а саме в місті Агадір, де зайняв так само 5 місце.
В  2007 році — був переможцем Спартакіади України серед дорослих.
В 2008р. отримав диплом бакалавра з торгівлі Вінницького торговельно-економічного інституту КНТЕУ.
У січні 2017р. отримав кваліфікацію магістра за спеціальністю товарознавство та експертиза у митній справі ВТЕІ КНТЕУ.
2019-2021р. Вінницький державний педагогічний  університет ім. Михайла Коцюбинського, магістр з фізичної культури і спорту.
2022р. аспірант Вінницького державного педагогічного університет ім. Михайла Коцюбинського.
Досвід роботи: 
З жовтня 2022р. займає посаду директора Центрального міського стадіону м. Вінниця.  
З 01.09.2021р. тренер-викладач з боксу ВОК ДЮСШ.
З 26.08.2021р. тренер-викладач з боксу Хмільницька ДЮСШ
03.09.2015р. голова Громадськоі організації «Соціальна допомога та реабілітація спортсменів» Романа Головащенко.
12.02.2018р. голова благодійної організації «Благодійний фонд сприяння соціальній реабілітації та допомоги спортсменам»

## Професійна кар'єра
В 2007 році Роман Головащенко перейшов у професійний бокс, де виступав за німецькі клуби.
Вже у квітні 2009 року завоював вакантний пояс чемпіона світу  версією GBC.
А в жовтні завоював  вакантний пояс — інтернаціонального чемпіона за версією IBO.
У травні 2010 року успішно провів захист 2 титулів.
Після довгих тренувань Головащенко Роман 14 грудня 2013 року провів важкий поєдинок в місті Габала (Азербайджан) з німецьким боксером Якуп Саглама у важкій ваговій категорії.
Цей бій тривав усі 12 раундів, переможця визначали вже по очках. За вердиктом суддів Роман Головащенко переміг і завоював звання інтерконтинентального чемпіона за версією WBC-А, але потім результат бою був скасований, а бій оголошено таким, що не відбувся.
У бою за звання чемпіона Європи за версією IBF 3 вересня 2016 року проти боксера з Грузії Гогита Горгіладзе вінничанин Роман Головащенко впевнено переміг нокаутом в 9 раунді. Бій відбувся в Центральному парку Вінниці на ринзі, встановленому на хокейному полі стадіону.
17 грудня 2016 року успішно провів рейтинговий 10-раундовий бій проти суперника з Аргентини Alejandro Emilio Valori і вже в першому раунді завершив бій нокаутом.
6 травня 2017 року переміг німця Каї Курзава і завоював вакантний пояс інтерконтинентального чемпіона за версією IBO. Бій відбувся в Німеччині на рингу міста Вайсвассер. Це був складний поєдинок, оскільки 40-річний Кай Курзава був досвідчений, досить лютий і жорстокий суперник.
У першому раунді Кай Курзава поводився сміливо, проте Головащенко почав переважати над ним досить швидко, завдавши кілька сильних ударів. У другому раунді українець завдав рішучого удару противнику, який втратив рівновагу і впав на коліна. В результаті Роман Головащенко отримав технічну перемогу вже в другому раунді.
2 червня 2018 року Головащенко зустрівся в бою з чемпіоном світу за версією IBO у першій важкій вазі Кевіном Лерена (Південно-Африканська Республіка) і програв одностайним рішенням суддів.
8 грудня 2021 року Роман Головащенко завоював титул інтернаціонального чемпіона  UBO

## Сім'я
Живе з дружиною і виховує сина в місті Вінниця (Україна).